# Symplectoscyphus arboriformis
Symplectoscyphus arboriformis är en nässeldjursart som först beskrevs av Marktanner-Turneretscher 1890.  Symplectoscyphus arboriformis ingår i släktet Symplectoscyphus och familjen Sertulariidae. Inga underarter finns listade i Catalogue of Life.